# Sitio de Landau (1702)
El sitio de Landau se llevó a cabo entre el 16 de junio y el 12 de septiembre de 1702. Un ejército del Sacro Imperio Romano Germánico dirigido por Luis Guillermo de Baden-Baden, Margrave de Baden, puso sitio a la ciudad fortaleza de Landau que estaba defendida por fuerzas del Reino de Francia. Los defensores franceses dirigidos por Ezéchiel du Mas, conde de Mélac, resistieron vigorosamente pero se vieron obligados a rendirse después de tres meses de asedio. Esta acción de la guerra de sucesión española tuvo lugar en Landau, en el estado de Renania-Palatinado, Alemania, ubicada a 49 kilómetros al suroeste de Mannheim.
Las primeras acciones de la guerra se centraron en el norte de Italia en 1701, pero la actividad militar comenzó en el Palatinado Electoral el año siguiente. En el Palatinado, Luis de Baden y un ejército imperial cruzaron el río Rin en Speyer y se trasladaron al sur para atacar Landau. No dispuestos a desafiar a sus enemigos más fuertes, Nicolas Catinat con su ejército francés observó desde la distancia cómo las defensas de Landau fueron reducidas metódicamente por los ataques de artillería de los sititiadores. Después de perder una posición defensiva clave, el Conde de Mélac y su guarnición se vieron obligados a capitular. En este momento el Electorado de Baviera se convirtió en aliado francés e inclinó la balanza del poder lo que obligó a Luis de Baden a retirarse. El siguiente choque fue la Batalla de Friedlingen el 14 de octubre de 1702.

## Antecedentes
En su día la ciudad imperial de Landau fue otorgada al Reino de Francia por el Tratado de Westfalia en 1648. Bajo la dirección del ingeniero militar francés Sébastien Le Prestre de Vauban, marqués de Vauban, las fortificaciones de la ciudad fueron completamente reconstruidas a partir de la primavera de 1688. En 1689 un incendio quemó tres cuartas partes de la ciudad lo que permitió a los franceses rediseñar las calles bajo la dirección de otro oficial de máquinas, Jacques Tarade. En 1700 Tarade añadió una «corona» en una colina en el lado noroeste de la ciudad como protección adicional. El río Queich divide a Landau en las partes norte y sur. La fortaleza de ocho lados estaba protegida por un bastión en cada esquina y rodeada por un foso. Un sistema de cerraduras permitió a los defensores controlar la profundidad del agua en las zanjas. Una vía fluvial de flujo rápido llamada Flaque imposibilitó el asalto en dos tercios de la fortaleza. Un único puente sobre el Flaque unía a Landau con la corona. [1]
Los primeros combates en la guerra de sucesión española comenzaron en Italia, donde el ejército imperial del Príncipe Eugenio de Saboya superó al ejército francés del mariscal Nicolás Catinat, más grande que el suyo, en 1701. El desconcertado Catinat pronto fue enviado a defender Alsacia. El 7 de septiembre de 1701 se formó la Gran Alianza para detener la agresión del Reino de Francia. La Gran Alianza incluía el España, Austria, Baviera, Brandeburgo, el Sacro Imperio Romano Germánico, Inglaterra, los Países Bajos, el Palatinado, Portugal, Sajonia, Suecia, las Provincias Unidas y la mayoría de los estados alemanes. Los aliados de Francia fueron el Ducado de Saboya, el Electorado de Colonia y el Ducado de Mantua. [2]
A principios de 1702, a Luis Guillermo, margrave de Baden-Baden se le dio el mando de las tropas de Suabia, Franconia, Alto Rin y Westfalia y el Palatinado Electoral. En abril [1] Louis cruzó a la orilla oeste del río Rin, cerca de Speyer y giró hacia el sur. [3] El ejército imperial ocupó Wissembourg y Lauterbourg antes de marchar sobre Landau. El ejército palatino estaba acampado en Lustadt mientras que 2000 hombres bajo el mando del conde Leiningen tomaban Germersheim. El conde Friesen estaba acampado inicialmente en Rastatt en la orilla oriental; cruzó a la orilla occidental el 22 de abril y se unió al ejército de Louis. [1] El 24 de abril, Louis reconoció la fortaleza y comenzó a construir un campamento atrincherado en Langenkandel para su propio ejército. Estas actividades precedieron a la declaración de guerra que tuvo lugar el 15 de mayo. De hecho, el Sacro Imperio Romano no estuvo oficialmente en guerra hasta el 6 de octubre. Louis de Baden fue nombrado comandante de todas las tropas en el Rin el 18 de junio. [1]

## Fuerzas
El ejército imperial de Luis de Baden contaba con 25 900 soldados de infantería y 10 920 jinetes organizados en 41 batallones y 71 escuadrones. Las fuerzas más grande del ejército eran las tropas imperiales, que constaba de 8400 soldados de infantería y 8000 de caballería. La caballería comprendía seis escuadrones de cada uno de los Regimientos de Coraceros Castell, Cusani, Darmstadt, Gronsfeld, Hohenzollern, Hannover y Zante y del Regimiento de Dragones Styrum. La infantería estaba formada por cuatro batallones de Marsigli, dos batallones de Thüngen y un batallón de Baden, Regimientos de infantería de Bayreuth, Fürstenberg, Osnabrück y Salm. El Palatinado contribuyó con el segundo contingente más grande, 4800 soldados de infantería y 800 de caballería. Estos soldados se organizaron en tres escuadrones de cada uno de los Regimientos Dragones de Vehing y Coaraceros de Hofkirchen, un batallón del Anspach y dos batallones de los Regimientos de Infantería de Iselbach, Lübeck y Saxe-Meining. [1]

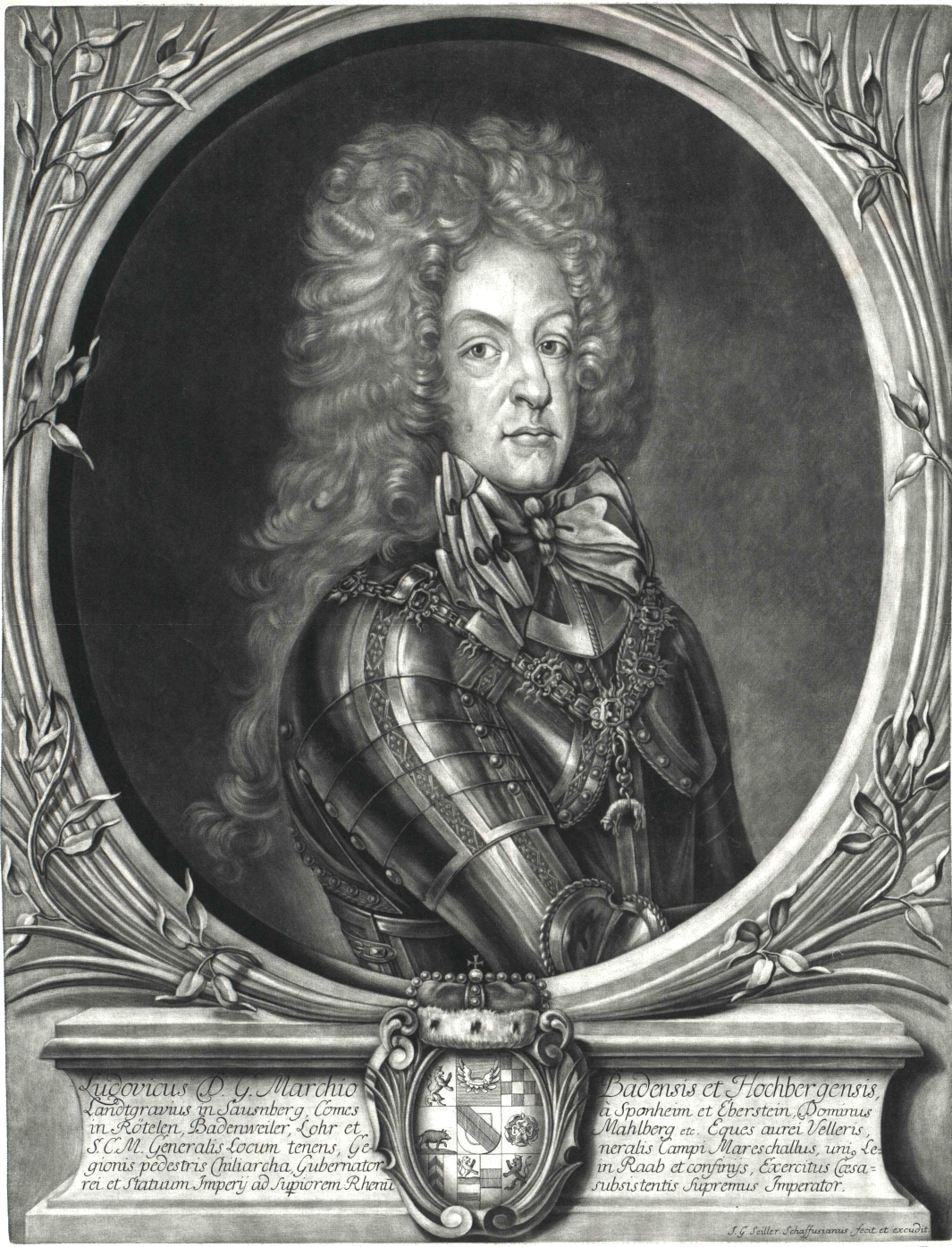
Margrave Louis de Baden

El contingente de Wurzburgo contaba con 3000 soldados de a pie y 800 de caballería, incluidos cuatro escuadrones del Regimiento de Dragones Schad, tres batallones de la Bibra y dos batallones de los Regimientos de Infantería Fuchs. Las fuerzas de Suabia consistían en 3500 soldados de a pie y 240 de caballería, procedentes de dos escuadrones del regimiento de dragones de Württemberg y un batallón de cada uno de los regimientos de infantería de Baden-Baden, Baden-Durlach, Fürstenberg-Möskirch, Fürstenberg-Stühling y Reischach. El Círculo Alto Renano contribuyó con 2400 soldados de infantería y 360 de caballería, formados por tres escuadrones del Darmstadt, uno proveniente del Regimiento de dragones y dos batallones de cada uno de los regimientos de infantería de Buttlar y Nassau-Weilburg. La fuerza del Electorado de Maguncia contaba con 2400 soldados de a pie y 360 de a caballo, incluidos tres escuadrones del Regimiento de Dragones Bibra y dos batallones de cada uno de los Regimientos de Infantería de Kurmainz y Schrattenbach. Había 1400 infantes de Franconia, organizados como un batallón de cada uno de los regimientos de infantería de Erffa y Schnebelin. El ejército también tenía un escuadrón cada uno de los regimientos de Anspach, Oettinger y Württemberg Guard Cavalry. [1]
No todas las tropas disponibles están en la lista anterior. Para proteger el sitio contra las incursiones francesas, Louis colocó 10 batallones y 15 escuadrones en el río Lauter bajo las órdenes de Christian Ernst, margrave de Brandeburgo-Bayreuth, siete batallones y 12 escuadrones en Rastatt y siete batallones y ocho escuadrones en el Alto Rin. En junio, el ejército de Luis ascendía a 32 000 soldados de a pie y 14 000 de a caballo. Los generales del ejército imperial incluyeron a los siguientes mandos: Mariscal de campo Hans Karl von Thüngen que luchó con Louis en la Batalla de Slankamen, a Bernhard I, Duque de Sajonia-Meiningen, Charles Alexander, Duque de Württemberg, John Ernst, Conde de Nassau-Weilburg, Franz Sebastian von Thürheim y Maximilian Karl Albert, Príncipe de Löwenstein-Wertheim-Rochefort. [1]
Ante el gran ejército imperial, el ejército francés, más débil, del mariscal Catinat retrocedió, [3] pero no antes de reforzar Landau con dos batallones de Artillería Real. Landau fue defendido por el Teniente General Ezéchiel du Mas, conde de Mélac, de 72 años , que comandaba una guarnición de 4095 soldados de infantería y 240 soldados de caballería. Mélac era conocido por su brutal devastación del Palatinado en 1688. Aparte de los artilleros, la fuerza de Mélac consistía en dos batallones del Regimiento de Infantería Nettancourt, un batallón de cada uno de los Regimientos de Infantería Sarre , Borbón y Soissonaise, dos escuadrones del Regimiento de Caballería Forsac y una compañía libre que estaba compuesta por desertores enemigos. El segundo de Mélac era el brigadier de l'Esperoux, el comandante de infantería era brigadier d'Amigny, el oficial de artillería era du Breuil, el oficial de máquinas era Villars y el comandante de la Corona era el teniente coronel Colomes. Después de que la fortaleza fuera rodeada, varios oficiales que habían estado de permiso trataron de atravesar a los sitiadores para unirse a sus unidades dentro de la fortaleza. El 18 de mayo, el brigadier de Guesques y el coronel de Nettancourt fueron capturados por la caballería palatina en las afueras de las puertas. D'Amigny atravesó con éxito el 16 de junio disfrazado de campesino. Durante el asedio, el Regimiento Nettancourt fue dirigido por el Coronel de Gournay. [1]

## El sitio

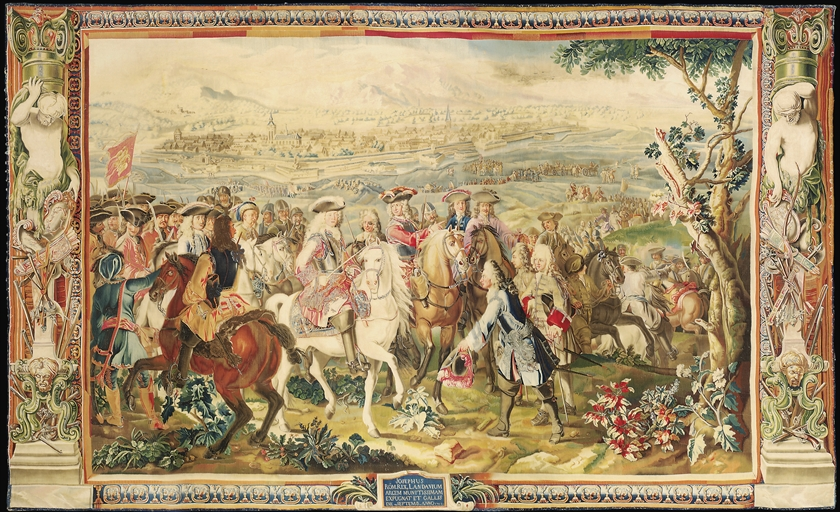
Tapiz que representa una escena del Sitio de Landau en 1702.

El 15 de junio de 1702, Luis de Baden abandonó su campamento en Langenkandel y adelantó a todo su ejército a las cercanías de Landau. Repartió sus tropas en seis campamentos alrededor de la fortaleza con su cuartel general en Arzheim. En el asedio, que comenzó el 16, se planearon tres ataques. Louis dirigió personalmente el ataque principal contra la puerta sur. Los condes de Nassau-Weilburg y Leiningen lideraron a las tropas palatinas en un falso ataque contra los movimientos de tierra en Queichausfluss, mientras que Thüngen comandó el ataque contra la Corona. Utilizando su abundante suministro de munición, los artilleros franceses lanzaron fuego pesado y preciso sobre las fuerzas de excavación de zanjas imperiales. Para proteger a los grupos de trabajo, los hombres fueron equipados con cascos y corazas prestados de los soldados de caballería pesados. [1]

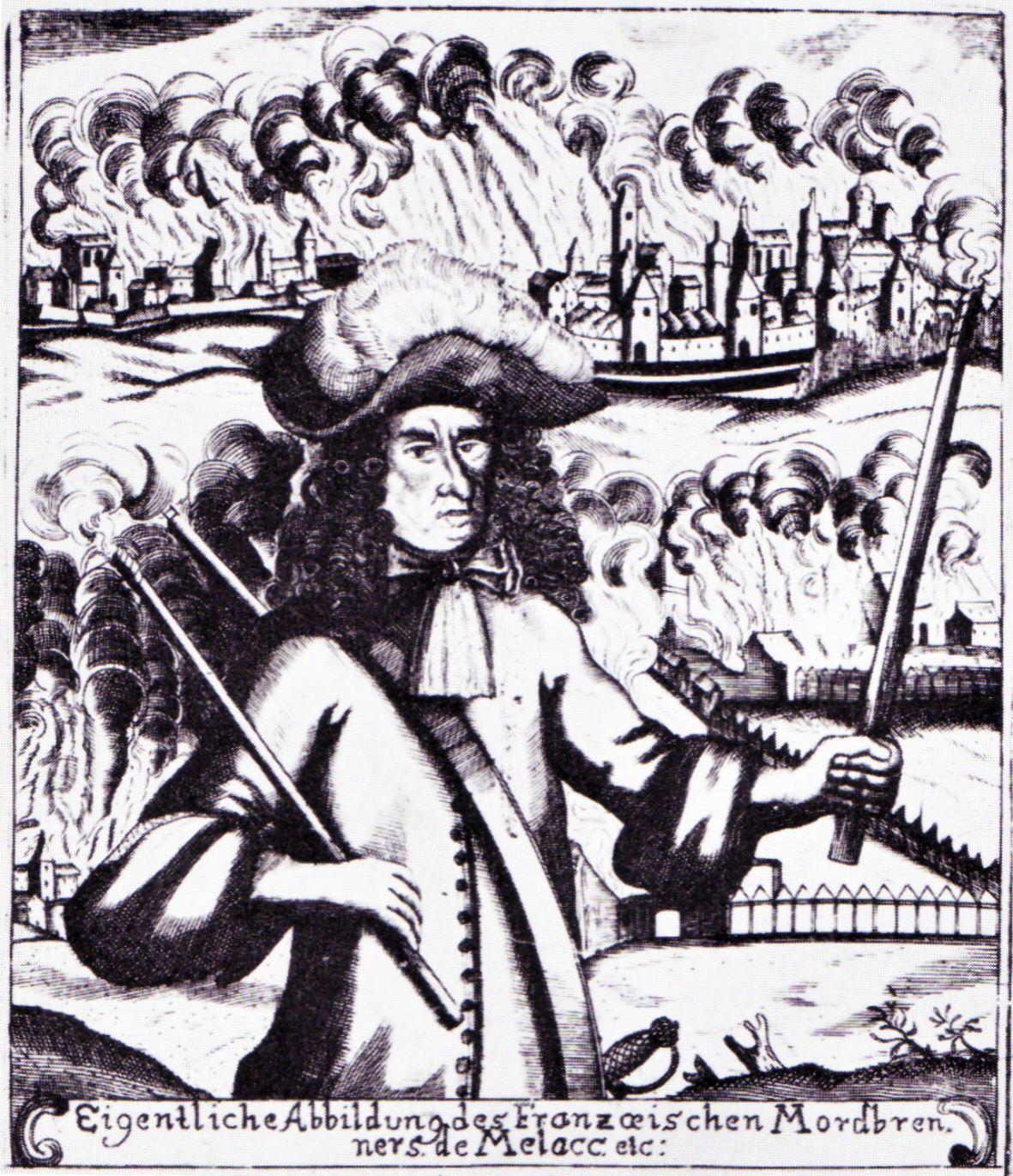
El conde de Mélac se hizo famoso por la quema de ciudades y granjas en el Palatinado en 1688.

Al comienzo de la inversión, el ejército de Louis no poseía ninguna artillería de asedio. Sin embargo, las posiciones de la batería fueron excavadas e inicialmente armadas con piezas de campo. Estos cañones ligeros hicieron poco daño a las paredes de la fortaleza. Después de las negociaciones del príncipe Löwenstein, se formó un tren de asedio con armas pesadas que aportaron las ciudades imperiales de Augsburgo, Frankfurt, Núremberg y Ulm. La pólvora adicional fue provista por las ciudades de Hanau y Darmstadt. El primer convoy de 42 cañones Halb-Karthaunen , dos cañones Viertel-Karthaunen y 13 morteros llegaron el 21 de junio. Louis contrató a 20 artilleros expertos del Palatinado y 22 más de Bohemia. Con su ayuda, el bombardeo de Landau comenzó el 2 de julio. Otro grupo de 60 artilleros bohemios llegó el 7 de julio y algunos fueron utilizados para cargar una nueva batería de 8 cañones que entró en acción el día 9. Finalmente, el ejército de Louis empleó 46 morteros y 114 cañones, incluidas armas de 30 y 24 libras de calibre. [1]
Bajo la protección de la noche, los franceses montaron incursiones con el objeto de destruir las trincheras de asedio. Mélac dirigió personalmente varios de estos ataques. Un ingeniero francés llamado Rovère se disfrazó y se metió dentro de las líneas imperiales pero fue encontrado y capturado el 8 de julio. El segundo paralelo se abrió el 21 de junio y el tercero fue paralelo el 16 de julio. Mélac inundó el foso el 26 de julio. Los tres paralelos se completaron el 2 de agosto y se interconectaron. Para esta fecha, el daño a las paredes de la fortaleza ya era visible. Mientras tanto, los sitiadores invadieron las defensas exteriores una por una. En esta situación, los franceses dependían cada vez más de las minas enterradas dentro de las defensas amenazados. Cuando los imperiales tomaran esa posición, antes de retirarse, los franceses encenderían la mecha y esperarían que muchos atacantes cayeran en la explosión.[1]

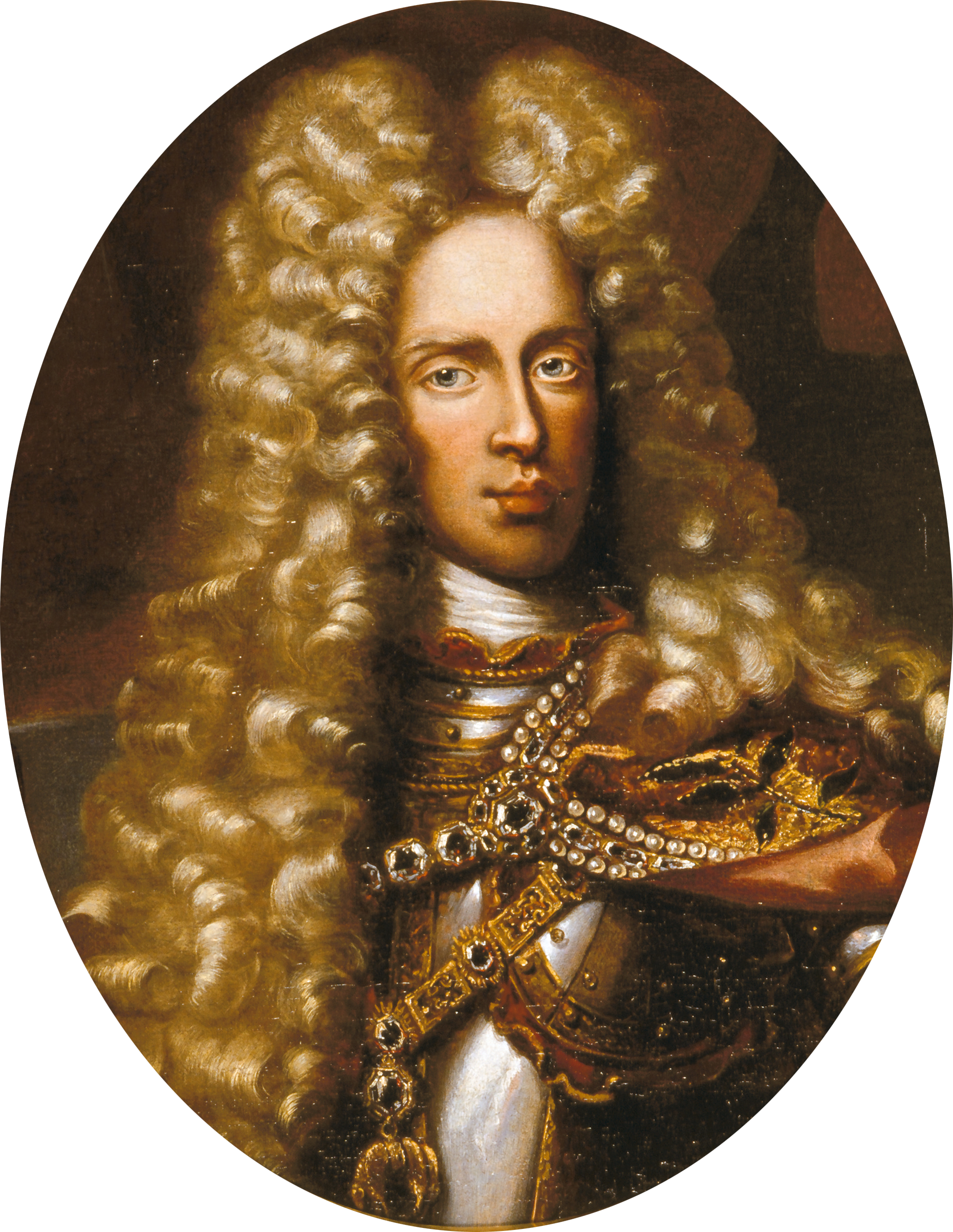
Archiduque José

El archiduque José, que más tarde se convirtió en el emperador, llegó a Landau con su séquito de 250 cortesanos el 26 de julio. Joseph tomó el mando nominal del ejército, mientras que Louis de Baden siguió tomando todas las decisiones críticas. Dos días más tarde, cuando el ejército imperial desfilaba para la inspección del archiduque, Mélac creyó que un ejército de socorro bajo Catinat estaba cerca y se preparó para defenderse de un ataque. Cuando el comandante francés finalmente se dio cuenta de lo que estaba pasando, el frustrado Mélac envió un mensaje preguntando dónde se encontraba el cuartel general de Joseph para poder bombardearlo. José, cuya sede estaba fuera de alcance de todos modos, respondió que el francés debe cumplir con su deber. El archiduque visitó las líneas de asedio e incluso apuntó algunos de los cañones. En una puesto cercano, Joseph estaba hablando con un artillero cuando el hombre recibió un balazo en el pecho.[1]